# Urâtul și frumosul
Urâtul și frumosul (în engleză The Bad and the Beautiful) este un film dramatic american din 1952. Regizat deVincente Minnelli în baza unui scenariu de George Bradshaw⁠(d) și Charles Schnee⁠(d), îi are în distribuție pe Lana Turner, Kirk Douglas, Walter Pidgeon, Dick Powell, Barry Sullivan⁠(d), Gloria Grahame și Gilbert Roland. Filmul prezintă povestea unui producător de film care îi înstrăinează pe toți cei din jurul său. Urâtul și frumosul a câștigat cinci premii Oscar din șase nominalizări în 1952, Goria Graham fiind desemnată cea mai bună actriță în rol secundar. 
În 2002, Biblioteca Congresului Statelor Unite a caracterizat filmul drept „semnificativ din punct de vedere cultural” și l-a selectat pentru păstrare în Registrul Național de Film. Coloana sonoră „The Bad and the Beautiful”, scrisă de David Raksin⁠(d), a devenit o compoziție standard în jazz⁠(d).
Urâtul și frumosul a fost produs de aceeași echipă implicată ulterior în realizarea lungmetrajului Două săptămâni într-un alt oraș⁠(d) (1962): regizor (Vincente Minnelli), producător (John Houseman), scenarist (Charles Schnee), compozitor (David Raksin) și protagonist (Kirk Douglas). Într-o scenă din Două săptămâni într-un alt oraș, distribuția urmărește clipuri din Urâtul și frumosul într-o sală de proiecție. Cu toate acestea, filmul nu reprezintă o continuare.

## Rezumat
În Hollywood, regizorul Fred Amiel, vedeta de cinema⁠(d) Georgia Lorrison și scenaristul James Lee Bartlow refuză să vorbească la telefon cu Jonathan Shields. Producătorul de film Harry Pebbel îi cheamă în biroul său și le spune că Shields dorește să realizeze un nou film împreună cu aceștia. Shields nu reușește să obțină pe cont propriu finanțare pentru proiect, însă odată asociat cu numele lor, nu va mai avea probleme. Pebbel le cere celor trei permisiunea să vorbească la telefon cu Shields înainte ca aceștia să accepte sau refuze oferta.
În timp ce așteaptă apelul telefonic, Pebbel le spune că înțelege de ce refuză să vorbească cu Shields. Relație lor cu acesta este dezvăluită prin intermediul unor flashbackuri. Shields este fiul unui cunoscut fost director de studio de film ignorat de industria cinematografică. Bătrânul Shields era atât de nepopular încât fiul său a fost nevoit să angajeze figuranți pentru înmormântare sa. În ciuda acestei situații, tânărul Shields este hotărât să ajungă la Hollywood.
Shields îl întâlnește pe ambițiosul regizor Amiel la înmormântare, iar cei doi devin parteneri. Mai târziu, pierde în mod intenționat bani pe care nu-i are într-un joc de poker cu directorul executiv Pebbel în încercarea de a-l convinge să-i permită să restituie datoria lucrând ca producător tehnic⁠(d) pe platourile sale de filmare. Shields și Amiel câștigă experiență prin realizarea unor filme de categoria B pentru Pebbel. Când unul dintre filmele lor devine popular, Amiel decide că sunt pregătiți să producă un lungmetraj important pe care îl dezvolta între timp. După ce Shields prezintă ideea studioului, acesta primește un buget de 1 milion de dolari pentru producție. Cu toate acestea, îl trădează pe Amiel, iar poziția de regizor îi este oferită unui regizor cunoscut. Succesul filmului îi permite lui Shields să-și înființeze propriul studio, iar Pebbel merge să lucreze pentru acesta. Ulterior, Amiel devine un regizor laureat al Oscarului.
În al doilea flashback, Shields o întâlnește pe actrița alcoolică Lorrison, fiica unui actor celebru pe care Shields îl admira. În încercarea de a-i schimba atitudinea, acesta îi oferă rolul principal într-unul dintre filmele sale. Când Lorrison se îndrăgostește de el, acesta se preface că sentimentele sunt reciproce, deoarece nu-și dorește ca interpretarea sa să aibă de suferit. Rolul o transformă peste noapte în vedetă, însă descoperă că Shields are o relație cu o actrița pe nume Lila. Devastată, Lorrison renunță la contract și pleacă la alt studio de film. Ulterior, devine o vedetă de top în Hollywood.
În ultimul flashback, Bartlow, profesor într-un mic colegiu și autor al unei cărți de succes, este contactat de Shields pentru achiziționarea drepturilor de film⁠(d). Acesta dorește ca Bartlow însuși să scris scenariul. Acesta din urmă nu este interesat, dar cedează la presiunile soției sale, Rosemary. Cei doi ajung la Hollywood, însă profesorul nu reușește să finalizeze scenariul, deoarece soția sa îi distrage constant atenția. Shields îl convinge pe prietenul său, actorul Victor „Gaucho” Ribera, să o țină ocupată. În lipsa soției sale, Bartlow reușește să facă progrese uimitoare. În același timp, Rosemary decide să-l părăsească și fuge în lume alături de Gaucho; aceștia își pierd însă viața într-un accident aviatic. După realizarea scenariului, Shields îi cere profesorului să rămână la Hollywood pentru a contribui la producția lungmetrajului. După un conflict cu regizorul său, acesta preia sarcinile acestuia. Lipsit de experiență, distruge proiectul și compania sa intră în faliment. Mai mult, într-un moment de neatenție, Shields îi dezvăluie lui Bartlow că știa de relația dintre Rosemary și Gaucho. Ulterior, Bartlow scrie un roman despre soția sa și câștigă un premiu Pulitzer.
După fiecare flashback, Pebbel le reamintește că, deși Shields le-a „ruinat” viețile, cei trei sunt celebri în mare parte datorită lui. În cele din urmă, Pebbel este contactat telefonic de Shields și îi întreabă dacă sunt dispuși să lucreze încă o dată cu acesta; toți trei refuză. După ce părăsesc biroul, Pebbel continuă să vorbească cu Shields. Cei trei ascultă convorbirea la un telefon cu extensie⁠(d) și, pe măsură ce acesta își prezintă ideile, cei trei devin din ce în ce mai interesați.

## Distribuție
- Lana Turner - Georgia Lorrison
- Kirk Douglas - Jonathan Shields
- Walter Pidgeon - Harry Pebbel
- Dick Powell - James Lee Bartlow
- Barry Sullivan - Fred Amiel
- Gloria Grahame - Rosemary Bartlow
- Gilbert Roland - Victor „Gaucho” Ribera
- Leo G. Carroll - Henry Whitfield
- Vanessa Brown - Kay Amiel
- Paul Stewart - Syd
- Sammy White - Gus
- Elaine Stewart - Lila
- Ivan Triesault - Von Ellstein
- Lucy Knoch - dansatoarea lui Gaucho (nemenționată)
- Barbara Billingsley - Evelyn Lucien - client (nemenționată)